# Stabat Mater (Dvořák)
Stabat Mater (op. 58, op. originalment 28 B. 71) per a solistes, cor i orquestra és una cantata religiosa del compositor txec Antonín Dvořák. El va compondre a Praga (1876-1877), ciutat on va tenir lloc l'estrena el 23 de desembre de 1880. L'editor vienès Simrok va publicar la partitura a principis de 1881.
A finals de la dècada de 1870, Dvořák es va enfrontar a la composició d'un Stabat Mater, un poema bonic no només en les seves imatges, sinó també en la seva prosòdia llatina, i referit a un culte com el d'hiperdulia, tan contaminat d'afectivitat. La ingenuïtat Ceciliana quedava ja lluny i els models dels oratoris de Liszt no podien servir a Dvořák, els interessos intel·lectuals i musicals eren molt menys ingenus. D'altra banda el rol de la dona en l'art i en la filosofia estava començant a variar, no tant per l'aparició de les sufragistes els ecos dels quals trigarien molt a arribar a Bohèmia, com per la influència dels pintors prerafaelites i la nova imatge de la Dona com la filla de Lilith que es configura en la Belle Époque i contamina la nova imatge de la Mare de Déu que s'havia creat des de la proclamació del dogma de la Immaculada Concepció el 1854.
Concretament, la composició de la cantata va ser la reacció de Dvořák a la mort de la seva filla Josefa. L'esbós va ser escrit entre el 19 de febrer i 7 de maig de 1876, i el va dedicar a František Hušpauer "com a record a l'amic de la seva joventut." No obstant això, Dvořák es va veure obligat a posposar l'orquestració de l'obra, per altres obligacions. Va tornar a l'estilització final de la composició el 1877, quan els seus dos fills supervivents van morir en poc temps l'un de l'altre. La versió definitiva de la partitura va ser escrita entre principis d'octubre i 13 de novembre de 1877 a Praga.
És molt possible que sigui l'obra mariana més famosa de la seva època, una composició religiosa que va ser adoptada amb entusiasme per cors de tot Occident, i que li va obrir les portes de Londres el 1884 i, als Estats Units, li va proporcionar la popularitat que va donar lloc a la invitació per dirigir el National Conservatory of Music de Nova York el 1891. Des de llavors mai ha deixat d'estar en repertori.
Dvorák tenia un profund coneixement de les tradicions litúrgiques des dels seus primers anys a Praga que va aprofundir amb la seva activitat com a organista d'església. Aquest domini dels codis litúrgics, la seva afició cap a les construccions musicals arquitectòniques i el seu excel·lent coneixement dels recursos retòrics i formals de Mendelssohn estan presents en el Stabat Mater, àmpliament amanit a més de color eslau. Recordem que un dels primers intèrprets de l'obra va ser Leoš Janáček, que la va estrenar a Brno, ciutat en què estrenaria el desembre de 1927 la seva pròpia Missa glagolítica, òbviament emparentada amb el Stabat Mater de Dvorák.

## Estructura
La composició conté deu parts:
- 1. Quartetto, Coro. Andante con moto (Stabat Mater dolorosa)
- 2. Quartetto. Andante sostenuto (Quis est homo, qui non fleret)
- 3. Coro. Andante con moto (Eja, Mater, fons amoris)
- 4. Basso solo, Coro. Largo (Fac, ut ardeat cor meum)
- 5. Coro. Andante con moto, quasi allegretto (Tui nati vulnerati)
- 6. Tenore solo, Coro. Andante con moto (Fac me vere tecum flere)
- 7. Coro. Largo (Virgo virginum praeclara)
- 8. Duo. Larghetto (Fac, ut portem Christi mortem)
- 9. Alto solo. Andante maestoso (Inflammatus et accensus)
- 10.Quartetto, Coro. Andante con moto (Quando corpus morietur)